# 1978年蘇格蘭法令
《1978年蘇格蘭法令》（英語：Scotland Act 1978）是英國國會的國會法令，旨在設立苏格兰议会，作為蘇格蘭权力下放後的立法机关。在次年的权力下放公投中，該法令未能獲得修正案所要求的必要批准標準，因而從未付諸實施。

## 背景
1967年漢密爾頓補選時，溫妮·尤因代表苏格兰民族党獲得開創性勝利、蘇格蘭獨立運動聲勢日增，英國政府回應以建立皇家憲法委員會（1969-1973年，常稱作基爾布蘭登委員會）。
詹姆斯·卡拉漢的工黨政府則建議建立蘇格蘭議會。1977年11月出台了一項蘇格蘭法案，規定建立蘇格蘭議會，並於1978年7月31日獲得御准。

## 蘇格蘭議會規劃
如果1978年的蘇格蘭法案生效，它將創建立法權力非常有限的蘇格蘭議會。本來會有一位由「一等事務大臣」領導的蘇格蘭行政長官，接管蘇格蘭事務大臣的部分職能。一等事務大臣職位的兩位可能競爭者是斯特拉斯克萊德地區委員會領導人傑夫·肖牧師和約翰·P·麥金托什議員，但他們都在1978年去世。
大會成員將由領先者當選。蘇格蘭議會有權引入初等的立法權，在規定的權限範圍內所立之法被稱為「措施」（measure，而不是法令）。
蘇格蘭議會的會議將在爱丁堡攝政路的舊皇家中學舉行。中學的大廳適合蘇格蘭議會使用，只需安裝麥克風和嶄新的橄欖綠色皮革座椅，就可舉行會議。
此外也規畫成立其他的新的辦事處，例如：蘇格蘭主計長兼審計長。

## 全民公投與廢除
此法案需在蘇格蘭舉行「立法後」公民投票通過後才能生效。在國會討論期間，喬治·坎寧安（代表英格兰席位的蘇格蘭人）提出了修正草案，進一步要求公投的批准額是蘇格蘭登記選民總數的40％，而不是簡單多數制。
在1979年3月1日举行的权力下放公投中，共有1,230,937人（投票數的51.6％）贊成。由於這一總數僅佔登記選民總數的32.90％，工黨政府承認法案未通過，蘇格蘭不會實行權力下放。
根據該法案的條款，它會以法定文書形式被國會批准廢除。隨後，苏格兰民族党以不信任動議反對政府，導致卡拉漢政府辭職並重啓選舉。直到1979年6月20日、瑪格麗特·柴契爾夫人保守黨政府領導之下才舉行國會投票，7月26日發布樞密令。
。

## 後記
1998年通過新的蘇格蘭法令，建立了現在的蘇格蘭議會。兩項法案的主要區別在於：1978年的法案只下放極少數的特定權力給蘇格蘭；而1998年的法案則將少數權力留給英國國會，其餘皆由蘇格蘭議會負責。

## 其他條目
- 蘇格蘭制憲會議（英语：Scottish Constitutional Convention）
- 1979年英國大選